# Ильченко, Александр Елисеевич
Александр Елисеевич И́льченко (укр. Олекса́ндр Єлисе́йович І́льченко; 1909—1994) — украинский советский писатель, сценарист и драматург, журналист, военный корреспондент, общественный деятель, фольклорист. Член Союза писателей Украины.

## Биография
Родился 22 мая (4 июня) 1909 года в Харькове в семье железнодорожного кондуктора. В 1931 окончил литературно-лингвистический факультет Харьковского института народного образования. Длительное время находился на издательской работе.
Участник Великой Отечественной войны. Фронтовой корреспондент газеты «Известия».
После войны был заместителем председателя общества дружбы с Италией, председателем приёмной комиссии Союза писателей Украины, членом правления СП Украины.
Умер 16 сентября 1994 года. Похоронен в Киеве на Байковом кладбище.

## Творчество
Дебютировал в 1929 году.
Автор многих прозаических произведений для детей и взрослых, среди них — «Петербургская осень» («Петербурзька осінь», 1941), «Обычный парень» (1947), «Неаполитанка» (1963) и др. Казацкая тематика представлена известным «озорным романом из народных уст» «Казацкому роду нет перевода, или казак Мамай и чужая молодица» (укр.  «Козацькому роду нема переводу, або ж Козак Мамай та чужа молодиця». 1958), написанный народным языком с юмором, передающий народный дух, в котором щедро использован украинский народный фольклор.
В конце жизни написал два романа «Хочу, можу, люблю, або Сива чуприна» и «Карусель» (есть несколько вариантов названия).
Произведения Ильченко многократно переиздавались. Так, например, одна только «Петербургская осень» пережила двадцать переизданий. «Козацькому роду нема переводу…» — неоднократно выходил на украинском, и в русском переводе.
Написал несколько сценариев (кинофильмы «Роман и Франческа» и «Тарас Шевченко», пьеса «Серце жде…»).
Занимался исследованиями фольклора.

## Награды
- орден Трудового Красного Знамени
- орден «Знак Почёта»
- ещё один орден и медали